# Gravere
Gravere (französisch Gravière) ist eine Gemeinde in der italienischen Metropolitanstadt Turin (TO), Region Piemont.

## Lage und Einwohner
Gravere ist Mitglied in der Berkommine Comunità Montana Alta Valle di Susa und liegt knapp 60 km westlich von Turin in der Nähe der Dora Riperia. Das Gemeindegebiet umfasst eine Fläche von knapp 19 km² und hat 661 Einwohner (Stand 31. Dezember 2023). Zur Gemeinde zählen die Fraktionen (Frazioni) Armona, Arnodera, Bastia, Essimonte, Madonna della Losa, Mollare, Morelli, Olmo, Piccolo Essimonte, Refornetto und Saretto.
Die Nachbargemeinden sind Giaglione, Susa, Chiomonte, Meana di Susa und Usseaux.

## Geschichte

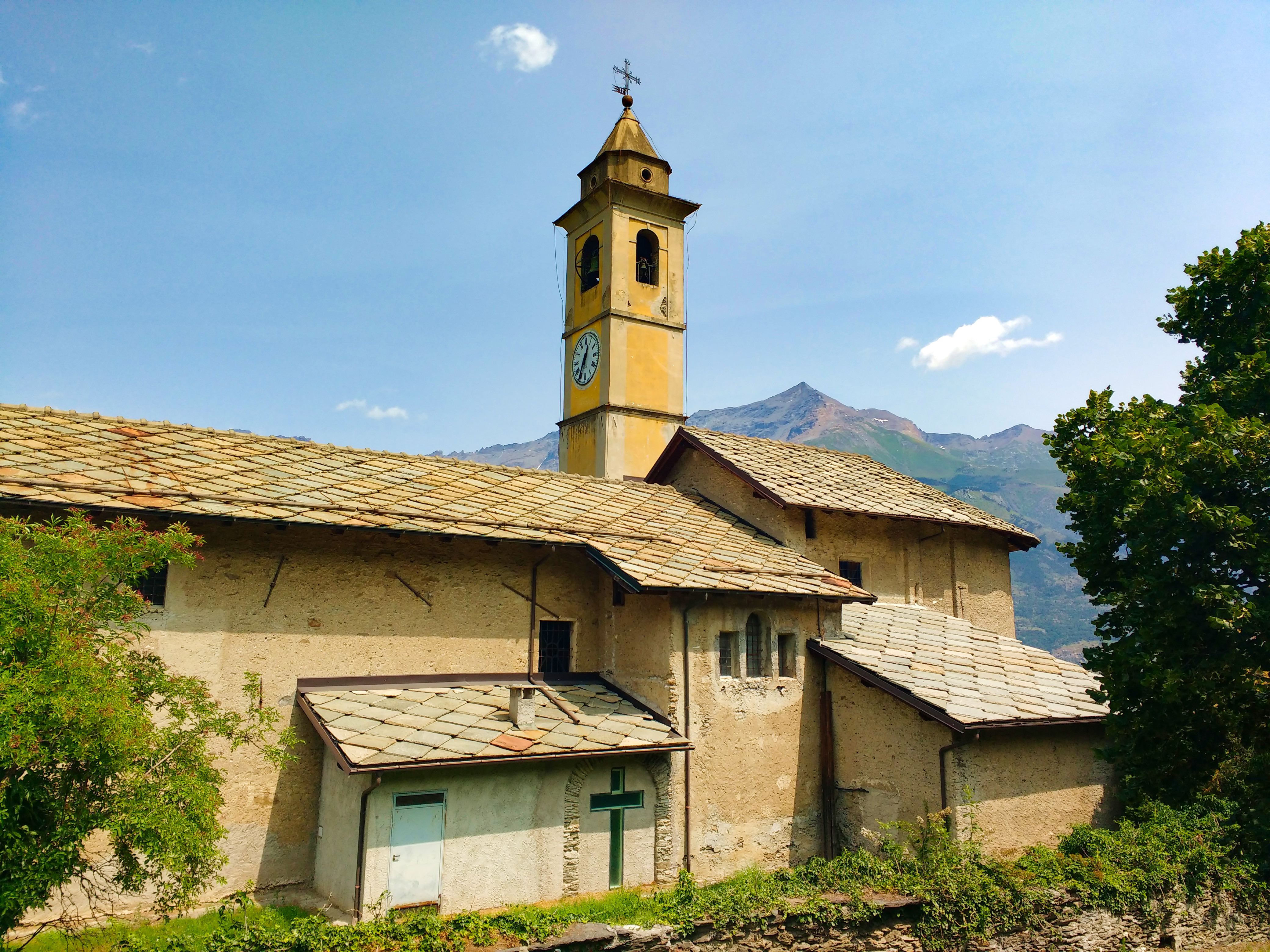
Kirche der Geburt der Heiligen Maria

Der Ortsname leitet sich vom keltischen Namen „Grava“ mit der Bedeutung „kiesige Fläche“, „Trümmerkegel“ ab. Die „De Graver“-Bescheinigung stammt aus den Jahren 1101–1106. Dokumentierte historische Nachrichten über seine Entstehung reichen bis ins Jahr 1662 zurück, als es sich vom nahegelegenen Susa trennte.
Bis 1713 war es Grenzland, zunächst zur Dauphiné und dann zu Frankreich. Das Vorhandensein von Kirchen aus dem Jahr 1000 lässt darauf schließen, dass die Ursprünge viel älter sind als die durch Dokumente bestätigten. Zu ihrem historisch-architektonischen Erbe gehört die Pfarrkirche Mariä Geburt mit einem wertvollen Altar aus grünem Marmor, die der Propstei von Oulx gehörte und deren ursprünglicher Bau wahrscheinlich den Benediktinermönchen zu verdanken war. Im Jahr 1189 beherbergte diese Gemeinde eine Gemeinschaft von Kartäusern, die aus Frankreich flohen. Bemerkenswert für ihren künstlerischen Wert ist die Losa-Kapelle, in der Fresken aus dem 13. und 14. Jahrhundert aufbewahrt werden.